# Port lotniczy North Caicos
Port lotniczy North Caicos – piąty co do wielkości port lotniczy Turks i Caicos, zlokalizowany na wyspie North Caicos.

## Kierunki lotów i linie lotnicze
| Linia lotnicza         | Kierunek            |
| ---------------------- | ------------------- |
| InterCaribbean Airways | 1. / Providenciales |